# Paulina Starr
Paulina Starr Videla fue una dentista chilena. Fue la primera mujer en obtener un título profesional de cirujano dentista en el país en 1884.
Tras la promulgación en 1877 del llamado Decreto Amunátegui, que permitió que las mujeres pudieran dar exámenes para obtener títulos profesionales, Paulina Starr pudo graduarse de la Universidad de Chile en 1884, recibiendo su título el 7 de diciembre de dicho año.

## Legado
En 1945 su familia, junto a la Universidad de Chile, conformó el hogar universitario «Paulina Starr» en Avenida España, en Santiago, para acoger a estudiantes universitarias de todo el país.
El Colegio de Cirujanos Dentistas de Chile otorga cada marzo el premio «Paulina Starr Videla» a mujeres dentistas destacadas.